# Warhammer 40,000: Armageddon — Da Orks
Warhammer 40,000: Armageddon — Da Orks (с англ. — «Боевой молот 40,000: Армагеддон - Da Orks») — компьютерная игра, в жанре пошаговой стратегии, дополнение к Warhammer 40,000: Armageddon. Разработчиками выступили студии The Lordz Games Studio и Flashback Game Studio, издателями — Slitherine Ltd. и Matrix Games. Сюжет и механика игры основаны на настольном варгейме Warhammer 40,000 студии Games Workshop. Игра вышла 18 августа 2016 года.

## Сюжет
В настоящее время одним из масштабнейших вооружённых конфликтов для Империума Человечества стала Вторая война за Армагеддон. Орки снова вторглись на эту индустриальную планету, захватить которую и предстоит безымянному орочьему нобу.

## Игровой процесс
В целом игровой процесс аналогичен Armageddon. Игрок выступает на стороне орков в борьбе с Империумом Человечества, к которому относятся имперско-гвардейский Стальной легион и три ордена космического десанта (Кровавые ангелы, Саламандры и Ультрамарины). В перерыве между миссиями игрок ознакомляется с происходящими событиями через диалоги и брифинги с игровыми персонажами (среди которых есть и известные в сеттинге персоны уровня Газкулл Траки и Безумный док Гротсник).
Сражения происходят на карте, разделённой на гексы, ключевые точки отмечены ней отмечены значками, соответствующими стороне, которая в данный момент ими владеет. Цель сражения — за заданное число ходов захватить на карте все ключевые точки. Юниты относятся к разным родам войск (пехота, авиация, артиллерия, танки, техника, шагатели, титаны, авиация). Некоторые типы юнитов (вроде артиллерии и танков) могут стрелять на несколько клеток, остальные стреляют на одну клетку. Типы юнитов характеризуются силой удара и защиты по разным родам войск, дальностью стрельбы и передвижения, численностью отряда и т. д. Разные участки карты характеризуются разной скоростью передвижения и возможностями защиты. Если навести курсор на вражеский юнит, по которому в данный момент можно выстрелить своим юнитом, высвечиваются ожидаемые потери обоих юнитов; реальные потери могут от них сильно отличаться. Отряды игрока получают опыт и могут переходить в новые миссии. В отличие от Империума, войска орков специализированы на атаку (высокое здоровье, сильный урон в ближнем бою одновременно с медленной скоростью и слабой защитой).
В игре существует два ресурса — очки реквизиции и славы, которые выдаются по итогам выполненных сценариев. Реквизицию можно расходовать как на восполнение потерь имеющихся юнитов, так и на наём новых (всего в игре существует более 400 юнитов).
В одиночной игре игрок может сыграть в обучающую кампанию, рассказывающую о восхождении Газкулла Траки к власти, одиночную кампанию из трёх актов и 18 отдельных игровых сценариев. Также в игре существует многопользовательская игра для двух игроков через hot seat и асинхронный мультиплеер с обменом ходами через сервер Slitherine на десяти картах или в режиме скирмиш.

## Разработка
| Системные требования | Системные требования             | Системные требования             |
| -------------------- | -------------------------------- | -------------------------------- |
|                      | Минимальные                      | Рекомендуемые                    |
| Microsoft Windows    |                                  |                                  |
| ОС                   | Windows Vista/7/8/10             | Windows Vista/7/8/10             |
| ЦПУ                  | Intel P4/AMD Athlon XP или лучше | Intel P4/AMD Athlon XP или лучше |
| Объём ОЗУ            | 1 GB                             | 1 GB                             |
| Место на диске       | 1 GB                             | 1 GB                             |
| Видеокарта           | 256 MB                           | 512 MB                           |
| Устройства ввода     | клавиатура, компьютерная мышь    | клавиатура, компьютерная мышь    |

26 ноября 2014 года вышла игра Warhammer 40,000: Armageddon, в которой игрок на стороне Империума участвует во Второй войне за Армагеддон. С февраля 2015 по март 2016 года вышло шесть дополнений (), посвящённых данному военному конфликту и событиям через пятьдесят лет после его окончания. Только в  Untold battles игрок мог сыграть на стороне орков против ИИ в трёх игровых миссиях.

## Отзывы
Рецензент российского журнала «Игромания» Юрий Зайцев поставил игре 6.5 балла из 10 возможных. Он похвалил тактическую составляющую и разнообразие юнитов, в то же время раскритиковав отсутствие новых фракций и локаций
Обозреватель сайта «PlayGround.ru» Павел Шаповал поставил игре 7.5 балла. Положительными сторонами игры он посчитал игровой процесс, отличающийся разнообразием тактик, отрядов и интересными сражениями, отрицательными — устаревшую графику, отсутствие справочной информации и слабую кампанию.